# Zwartowo (powiat szczecinecki)
Zwartowo – osada w Polsce położona w województwie zachodniopomorskim, w powiecie szczecineckim, w gminie Grzmiąca.